# Dichotomius nitidissimus
Dichotomius nitidissimus là một loài bọ cánh cứng trong họ Bọ hung (Scarabaeidae).